# Franz Perjorovich
Franz Iósifovich Perjorovich (en ruso: Франц Ио́сифович Перхоро́вич; Zalazy, 27 de mayo de 1894 - Moscú, 11 de octubre de 1961) fue un oficial militar soviético y Héroe de la Unión Soviética.
Perjorovich sirvió en la Primera Guerra Mundial como oficial subalterno del Ejército Imperial Ruso y posteriormente se unió a los bolcheviques en la subsiguiente guerra civil rusa. Se convirtió en oficial del Ejército Rojo y fue capturado brevemente en la Guerra polaco-soviética. Continuó sirviendo en el período de entreguerras, pero fue dado de baja del Ejército Rojo durante la Gran Purga. Reinstalado en 1939, comandó sucesivamente dos regimientos tras la invasión alemana de la Unión Soviética en junio de 1941. En mayo de 1942 asumió el mando de la 100.ª División de Fusileros, del 52.º Cuerpo de Fusileros en junio de 1943 y del 3.er Cuerpo de Fusileros de la Guardia en mayo de 1944. En noviembre de ese año, asumió el mando del 47.º Ejército y, por su liderazgo en la ofensiva del Vístula-Óder en enero de 1945, recibió el título de Héroe de la Unión Soviética, la máxima distinción soviética. Tras la guerra, continuó sirviendo, llegando a ser jefe de la Dirección de Entrenamiento de Combate del Estado Mayor antes de su retiro en 1951.

## Infancia y juventud
Franz Perjorovich nació el 27 de mayo de 1894 en el pueblo de Zalazy en la gobernación de Minsk —en esa época situada en el Imperio ruso, actualmente ubicado en el óblast de Minsk en Rusia— en el seno de una familia de clase trabajadora. De ascendencia polaca, pertenecía a la nobleza hereditaria. En 1912 se graduó en la escuela municipal de Lépiel.
En marzo de 1915, fue reclutado por el Ejército Imperial Ruso como soldado raso y asignado al 232.º Batallón de Infantería de Reserva en Járkov, donde completó sus cursos de entrenamiento y se convirtió en suboficial subalterno. Se graduó en la Segunda Escuela de Práporshchik de Moscú y de cursos de zapadores de dos meses con el 5.º Batallón de Zapadores en 1916.
En febrero, se incorporó como oficial subalterno al 242.º Batallón de Reserva. Luego, en otoño de 1916, fue enviado al Frente Noroeste, donde se convirtió en comandante de media compañía y comandante interino de compañía en el 437.º Regimiento de Infantería de Sestroretsk y el 743.º Regimiento de Infantería de Tirul. Ambas unidades combatían en el frente de Riga. En mayo de 1917, fue gaseado y evacuado a un hospital en Tver. Cuando el Ejército Imperial se derrumbó como resultado de la Revolución Rusa, él era teniente.

## Guerra civil rusa
Perjorovich se unió al Ejército Rojo en agosto de 1918, sirviendo en el 4.º Destacamento de la Guardia Roja de Rostov, que se convirtió en el 151.º Regimiento de Fusileros de la 17.ª División de Fusileros. Fue ayudante del regimiento hasta febrero de 1920, período durante el cual la división luchó cerca de Pinsk, Mazyr y Kórosten contra el Ejército Popular de Ucrania y contra partisanos antisoviéticos en Bielorrusia y Ucrania hasta la primavera de 1919. A partir de entonces, la división luchó en la guerra polaco-soviética contra las tropas polacas en los alrededores de Vilna y Pólatsk.
En febrero de 1920, fue transferido al puesto de subjefe de Estado Mayor de la 19.ª Brigada de Fusileros de la 7.ª División de Fusileros, con la que sirvió en las batallas de Novohrad-Volinsk y Korósten. Fue prisionero de guerra entre mayo y junio tras ser capturado por las tropas polacas. Tras su liberación, se convirtió en ayudante del 151.º Regimiento de Fusileros y subjefe de Estado Mayor para operaciones de la 51.ª Brigada de la 17.ª División. Posteriormente tomó parte en la ofensiva soviética sobre Minsk y en la batalla de Varsovia y luego participó en la represión del intento de levantamiento nacional bielorruso de Stanisław Bułak-Bałachowicz hasta noviembre de ese año.

## Periodo de entreguerras
En junio de 1921, asumió el mando de una compañía independiente, estacionada en Aleksándrov. Desde enero de 1923, sirvió en el 49.º Regimiento de Fusileros de la 17.ª División de Fusileros en Nizhni Nóvgorod como subjefe de Estado Mayor y, posteriormente, jefe de Estado Mayor. Se afilió al Partido Comunista de la Unión Soviética en 1926 y, a partir de marzo, ocupó sucesivamente los cargos de jefe de departamento, subjefe y subjefe de Estado Mayor en el cuartel general del Distrito Militar de Moscú.
En 1932, se graduó en un curso anual en la Academia Militar del Ejército Rojo. En febrero de 1936, asumió el cargo de subjefe del departamento de operaciones del Distrito Militar de Moscú y, en noviembre de 1937, fue transferido al puesto de comisario militar del Instituto de Planificación de Moscú. Fue dado de baja del Ejército Rojo en agosto de 1938, durante la Gran Purga, pero fue readmitido en noviembre de 1939, convirtiéndose en profesor del departamento de entrenamiento de combate del Instituto Estatal Central de Educación Física en diciembre. En mayo de 1940, se convirtió en profesor adjunto del departamento de entrenamiento de combate del instituto y se graduó en los cursos de perfeccionamiento táctico para oficiales superiores, conocidos como cursos Vystrel, en 1941.

## Segunda Guerra Mundial
En los primeros días de la guerra, Perjorovich fue nombrado comandante del 787.º Regimiento de Fusileros de la 211.ª División de Fusileros, perteneciente al Distrito Militar de Moscú. En julio, asumió el mando del 630.º Regimiento de Fusileros de la 107.ª División de Fusileros, perteneciente al 24.º Ejército del Frente de Reserva. Lideró el regimiento en la ofensiva de Yelnia, tras la cual la división se convirtió en la 5.ª División de Fusileros de la Guardia. Durante la fase defensiva de la Batalla de Moscú en noviembre, su regimiento fue rodeado cerca de Zabolote y luchó tras las líneas alemanas durante veinte días hasta que Perjorovich lideró a los remanentes en una ruptura hacia las líneas soviéticas cerca de Tula. En enero, asumió el mando de un regimiento de la 5.ª División de Fusileros de la Guardia y en febrero se convirtió en el subcomandante de la división. Luego luchó en la ofensiva de Rzhev-Viazma, avanzando hacia Yújnov.

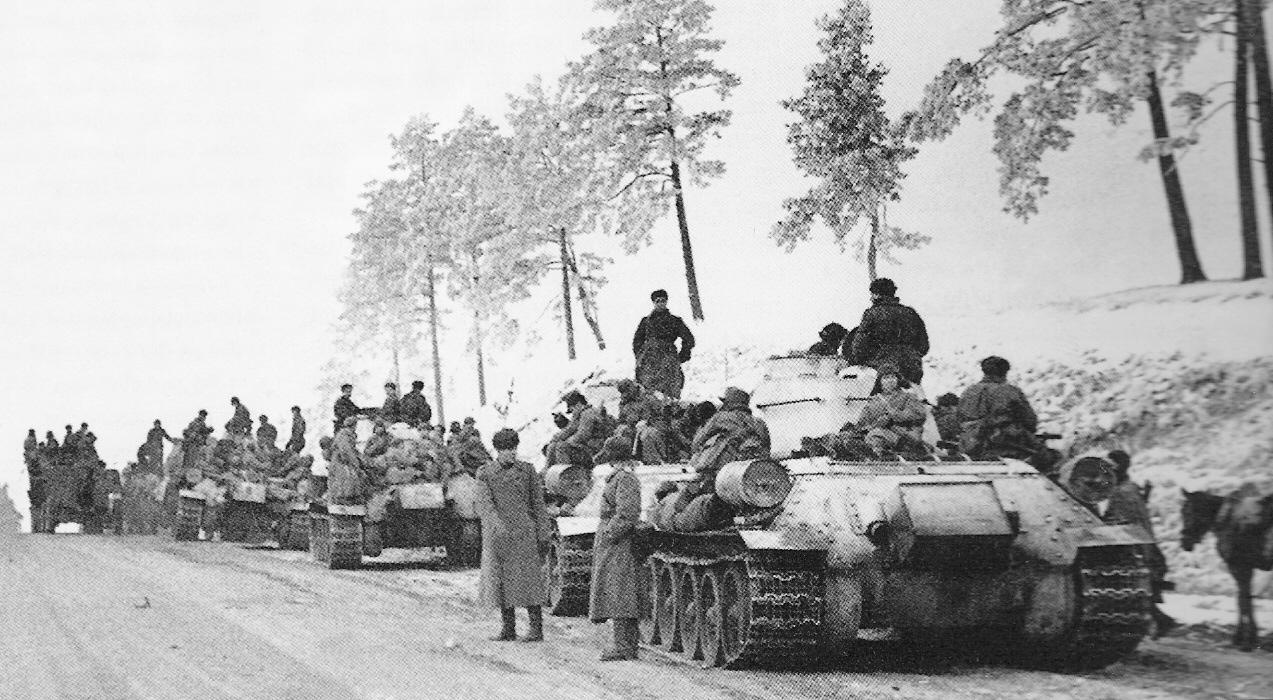
Columna de tanques T-34/85 durante la ofensiva de Zhitomir-Berdichev en 1944.

En mayo de 1942, ocupó el puesto de comandante de la 100.ª División de Fusileros, perteneciente al Distrito Militar de Arcángel, que en julio se incorporó al 40.º Ejército del Frente de Vorónezh. Lideró la división en los intensos combates defensivos en torno a Vorónezh durante el otoño y fue ascendido a mayor general el 20 de diciembre. Posteriormente, lideró la división en la operación Vorónezh-Kastornensk entre enero y febrero de 1943, que permitió la recuperación de la ciudad, y en la tercera batalla de Járkov entre febrero y marzo. En junio, fue nombrado comandante del 52.º Cuerpo de Fusileros, al que dirigió en la batalla de Kursk, la ofensiva de Bélgorod-Járkov, la batalla del Dniéper y la ofensiva de Zhitómir-Berdichev. Se convirtió en comandante del 3.er Cuerpo de Fusileros de la Guardia del 28.º Ejército en mayo de 1944, dirigiéndolo en la ofensiva de Minsk y la ofensiva de Lublin-Brest de la operación Bagratión, y la operación Gumbinnen-Goldap. Durante el verano el cuerpo bajo su mando liberó las ciudades bielorrusas de Slutsk, Baránavichy y Pruzhany.

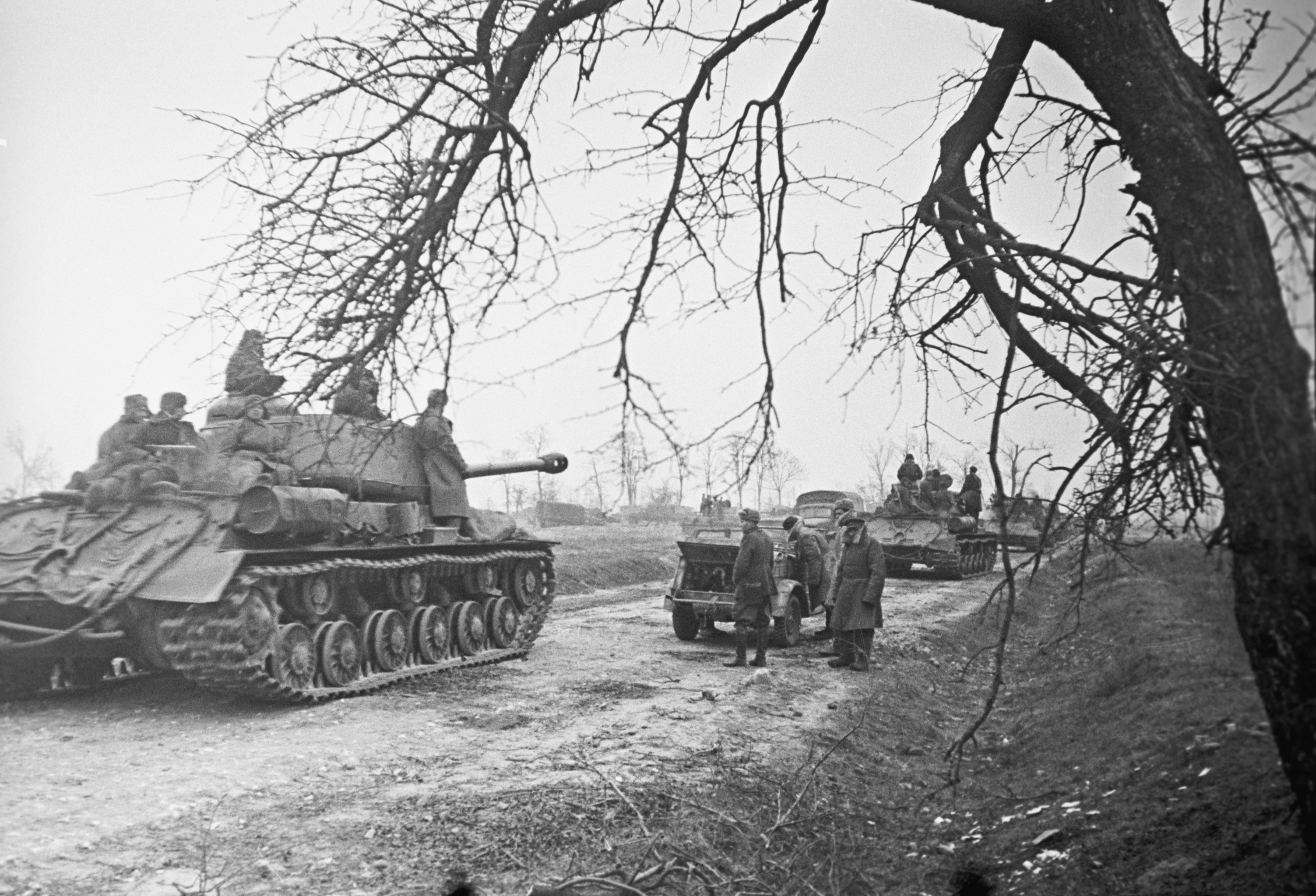
Una unidad blindada del Primer Frente Bielorruso avanza por la brecha en la cabeza de puente al otro lado del río Vístula

Desde el 17 de noviembre hasta el final de la guerra, Perjorovich comandó el 47.º Ejército del Primer Frente Bielorruso. El ejército luchó en la ofensiva del Vístula-Óder desde el 15 de enero de 1945. Durante los dos primeros días del ataque, el ejército eliminó posiciones alemanas fuertemente fortificadas entre el Vístula y el Bug Occidental, cruzó el Vístula y avanzó a través de la retaguardia de las tropas alemanas que defendían Varsovia, desempeñando un papel fundamental en la rápida captura de la ciudad. Desarrollando la ofensiva, el ejército se desplazó rápidamente hacia el oeste y, a finales de mes, había avanzado 500 kilómetros y alcanzado el Óder. Según fuentes soviéticas, el 47.º Ejército mató o capturó a 32 462 soldados y oficiales alemanes y capturó 69 tanques, 600 cañones y 1152 vehículos motorizados.
El 27 de enero, fue ascendido a teniente general. Por su liderazgo y valor, recibió el título de Héroe de la Unión Soviética y la Orden de Lenin el 6 de abril. Continuando el avance, el ejército luchó en la ofensiva de Pomerania Oriental y en la batalla de Berlín. Durante los combates en la capital alemana, como parte del grupo de choque frontal, el 47.º Ejército y el 2.º Ejército de Tanques de la Guardia alcanzaron posiciones al oeste de Potsdam, donde se unieron al 4.º Ejército de Tanques de la Guardia, completando así el cerco de la ciudad. Al final de la guerra, el 8 de mayo, el ejército había alcanzado el Elba, al noroeste de Brandeburgo.

## Posguerra
En julio de 1945, Perjorovich fue nombrado primer subjefe de la Administración Militar Soviética en Sajonia-Anhalt. En febrero de 1946, asumió el puesto de comandante del 28.º Ejército, entonces estacionado en el Distrito Militar de Bielorrusia. Sin embargo, no llegó a asumir el mando y en mayo ingresó en los Cursos Académicos Superiores de la Academia Militar del Estado Mayor de las Fuerzas Armadas de la URSS. Debido a una enfermedad, no pudo graduarse, pero en abril de 1947, asumió la jefatura de la Dirección de Entrenamiento de Combate del Estado Mayor.

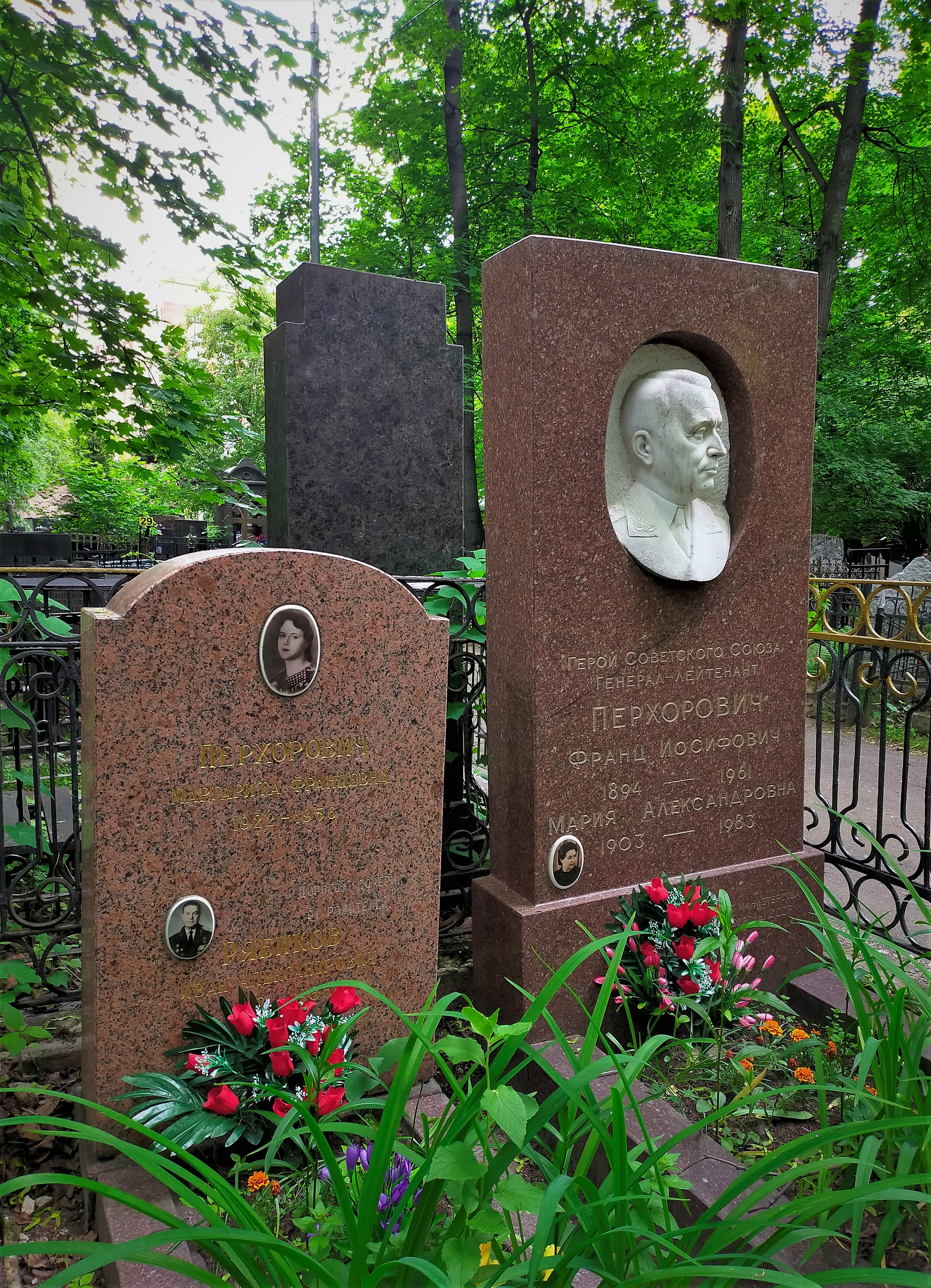
Tumba del teniente general Franz Perjorovich en el cementerio Vvedénskoye en Moscú

Se jubiló en julio de 1951 y fijó su residencia en Moscú, donde murió el 11 de octubre de 1961. Fue enterrado en la sección 14 del cementerio Vvedénskoye. Una calle de Vorónezh lleva su nombre.

## Promociones
- Mayor general (20 de diciembre de 1940)
- Teniente general (27 de enero de 1945)[5]

## Condecoraciones
A lo largo de su carrera militar Perjorovich fue galardonado con las siguientes condecoraciones
Unión Soviética
|  | Héroe de la Unión Soviética (n.º 6457; 6 de abril de 1945);                                                                       |
|  | Orden de Lenin, tres veces (23 de octubre de 1943, 21 de febrero de 1945 y 6 de abril de 1945);                                   |
|  | Orden de la Bandera Roja, cuatro veces (21 de julio de 1942, 4 de febrero de 1943, 3 de noviembre de 1944 y 20 de junio de 1949); |
|  | Orden de Suvórov de 1.er grado (29 de mayo de 1945)                                                                               |
|  | Orden de Kutúzov de 1.er grado (23 de julio de 1944)                                                                              |
|  | Orden de Suvórov de 2.do grado (3 de junio de 1944)                                                                               |
|  | Medalla del 20.º Aniversario del Ejército Rojo de Obreros y Campesinos                                                            |
|  | Medalla por la Defensa de Moscú                                                                                                   |
|  | Medalla por la Victoria sobre Alemania en la Gran Guerra Patria 1941-1945 (1945)                                                  |
|  | Medalla por la Conquista de Berlín (1945)                                                                                         |
|  | Medalla por la Liberación de Varsovia (1945)                                                                                      |
|  | Medalla del 30.º Aniversario de las Fuerzas Armadas de la URSS                                                                    |
|  | Medalla Conmemorativa del 800.º Aniversario de Moscú                                                                              |

Otros países
|  | Comandante de la Legión al Mérito (Estados Unidos)       |
|  | Cruz de Caballero de la Orden Virtuti Militari (Polonia) |
|  | Orden de la Cruz de Grunwald de 3.er grado (Polonia)     |
|  | Medalla por Varsovia 1939-1945 (Polonia)                 |
|  | Medalla por el Oder, Neisse y el Báltico (Polonia)       |